# Vagga till vagga
Vagga till vagga (från engelskans Cradle to Cradle, som ibland förkortas C2C) är ett designparadigm utvecklat av kemiprofessorn Michael Braungart och arkitekten William McDonough. De beskriver konceptet i sin bok Cradle to Cradle: Remaking the Way We Make Things (2002).
Vagga till vagga använder naturens egna processer som modell för mänsklig produktion och grundar sig på följande tre principer:
- Avfall = näring
- Solen som energikälla
- Främja mångfald[förklaring behövs]

Enligt vagga till vagga kan alla material genom rätt grunddesign bli näring antingen åt mikroorganismer eller industriella processer. Därigenom eliminerar man avfall som koncept – tidigare avfall blir till antingen näring åt jorden eller nya värdefulla råvaror åt industrin. I förlängningen står vagga till vagga för en ny, cirkulär ekonomi där material - precis som i naturen aldrig förstörs eller ackumuleras och där tillväxt, produktion och konsumtion faktiskt vore av godo.